# Emmanuel Top
Emmanuel Top (* 30. Oktober 1971) ist ein französischer Acid- und Trance-Musikproduzent, der in den 1990er Jahren innerhalb der Techno-Szene große Hits (z. B. Acid Phase oder Turkish Bazar) hatte.

## Leben
Er begann seine Karriere Ende der 1980er Jahre als Komponist von New Beat beim belgischen Label DIKI Records. Ab 1988 arbeitete Emmanuel Top mit Bruno Sanchioni für dessen Projekte Bazz, BST und Introsik zusammen und bildete mit ihm die Formation Illicit Experiment, die 1992 drei Singles veröffentlichte.
Ebenfalls 1992 gründete er das Label Attack Records, das sich überwiegend dem Acid Techno widmete und auf dem ausschließlich er selbst veröffentlichte. Später rief er das Sublabel Triangle für trancelastigere Produktionen ins Leben, auf dem 1995 unter anderem der Track Fusion veröffentlicht wurde.
1996 startete Emmanuel Top zusammen mit Bruno Sanchioni und Bruno Quartier das Trance-Projekt B.B.E., mit dessen Seven Days And One Week sie weltweite Charterfolge feierten.

## Diskografie (Auswahl)
- 1993: Untitled (Attack Records)
- 1994: Acid Phase (Attack Records)
- 1994: Early Works (DiKi Records)
- 1994: Ecsta-Deal / Latex Culture (Attack Records)
- 1994: Lobotomie / Pulsions (Novamute)
- 1994: This Is A ... ? / Acid Phase (Attack Records)
- 1994: So Cold / Play It Loud (Attack Records)
- 1994: Turkish Bazar (Attack Records)
- 1995: Climax V. 1.1 / Radio (Attack Records)
- 1995: Ecsta-Deal (Attack Records)
- 1995: Fly-Tox (Dance Opera)
- 1995: Fusion / Static (Triangle)
- 1995: Release (Attack Records)
- 1995: Stress (Attack Records)
- 1995: Tone / La Pipe A Eau (Attack Records)
- 1995: Tri Cid Remixes (POF Music)
- 1996: Asteroid (Novamute)
- 1996: So Cold (Attack Records)
- 1996: Spherique (Novamute)
- 1996: Rubicon (Humpy)
- 1998: Harmonious Therapy (Attack Records)
- 2002: Best Of (Kosmo Records)
- 2003: Mars (Tracid Traxxx)
- 2004: Mars (Remixes) (Tracid Traxxx)
- 2013: Soundtrack I (Attack Records)
- 2013: Soundtrack II (Attack Records)
- 2013: Soundtrack III (Attack Records)
- 2013: Soundtrack IV (Attack Records)
- 2013: Soundtrack V (Attack Records)
- 2013: Soundtrack VI (Attack Records)
- 2013: Soundtrack VII (Attack Records)
- 2013: Soundtrack VIII (Attack Records)
- 2013: Soundtrack IX (Attack Records)
- 2013: Soundtrack X (Attack Records)
- 2013: Soundtrack XI (Attack Records)
- 2013: Soundtrack XII (Attack Records)
- 2013: Perceptions (Attack Records)